# 斯卡普奈克
斯卡普奈克（瑞典語：Skarpnäck）是瑞典首都斯德哥爾摩的一個區，位於斯德哥爾摩的南部 。2014年12月31日，斯卡普奈克有人口45,340人，面積15.66平方（6.05平方英里）。